# Lokomotiv Kuban
El Lokomotiv Kuban (en ruso: Локомотив-Кубань) es un equipo de baloncesto ruso con sede en Krasnodar, krai de Krasnodar. El equipo juega en la Superliga de baloncesto de Rusia. Hasta el año 2009 jugaba en la ciudad de Rostov del Don con la denominación de Lokomotiv Rostov, trasladándose a su actual sede por problemas financieros.

## Historia
El club se fundó en 1946 en la ciudad de Mineralnye Vody, y estaba compuesto principalmente por estudiantes de escuelas de ferroviarios de la localidad. En 2000 ganaron su primer y único título hasta el momento, la Copa de baloncesto de Rusia, derrotando en la final al Ural Great Perm. En 2004 el equipo se trasladó a la ciudad de Rostov, pasando a denominarse Lokomotiv Rostov, hasta el año 2009, cuando se trasladaron a su actual sede, la ciudad de Krasnodar. 
Obtuvo su mayor éxito internacional al conquistar la Eurocup 2012-13, derrotando al Bilbao Basket en la final. Tres años después consiguió clasificarse para la Final Four de la Euroliga 2015-16, tras derrotar en los cuartos de final al FC Barcelona. Finalmente terminó tercero, al perder en semifinales contra el CSKA Moscú y derrotar al Laboral Kutxa en el partido por el tercer puesto.

## Trayectoria
| Temporada | Nivel | Liga          | Pos. | Copa de Rusia | Competiciones europeas | Competiciones europeas | Competiciones europeas |
| --------- | ----- | ------------- | ---- | ------------- | ---------------------- | ---------------------- | ---------------------- |
| 2009–10   | 1     | Super League  | 5.º  |               | 3 EuroChallenge        | RS                     | 0–6                    |
| 2010–11   | 1     | PBL           | 4.º  | Semifinalista | 3 EuroChallenge        | FI                     | 11–5                   |
| 2011–12   | 1     | PBL           | 3.º  |               | 2 Eurocup              | QF                     | 9–5                    |
| 2012–13   | 1     | PBL           | 4.º  |               | 2 EuroCup              | C                      | 13–4                   |
| 2012–13   | 1     | United League | 2.º  |               | 2 EuroCup              | C                      | 13–4                   |
| 2013–14   | 1     | United League | 5.º  | Finalista     | 1 EuroLeague           | T16                    | 13–11                  |
| 2014–15   | 1     | United League | 3.º  |               | 2 EuroCup              | QF                     | 19–1                   |
| 2015–16   | 1     | United League | 5.º  |               | 1 EuroLeague           | 3rd                    | 21–10                  |
| 2016–17   | 1     | United League | 4.º  |               | 2 EuroCup              | SF                     | 10–8                   |
| 2017–18   | 1     | United League | 5.º  | Campeón       | 2 EuroCup              | FI                     | 22–2                   |
| 2018–19   | 1     | United League | 5.º  | Primera ronda | 2 EuroCup              | QF                     | 14–5                   |

## Palmarés
- 1 Copa de baloncesto de Rusia: (2000)
- 1 EuroCup: (2013)
- Finalista de la EuroCup Challenge (2005)
- Final Four de la Euroliga (2016)

## Jugadores destacados
- Anthony Randolph
- Nikita Morgunov
- Nikita Kurbanov
- Errick McCollum
- Aleksandar Ćapin
- Szymon Szewczyk
- Asım Pars
- Lorinza Harrington
- Anthony Goldwire
- Fred House
- Rawle Marshall